# Musées d'art et d'histoire de Genève
Los museos de arte y de historia de Ginebra son una red de museos ubicados en Ginebra, en Suiza, de la que forman parte el Museo de arte y de historia, el museo del Gabinete de artes gráficas, el museo de la Biblioteca de arte y de arqueología, el Museo Rath y la Casa Tavel.

## Museo de arte y de historia (MAH)
Inaugurado en 1910, el Museo de Arte y de Historia es uno de los tres museos más grandes de Suiza. Fruto de la unión de varios fondos museográficos regionales, de donativos de coleccionistas, de fundaciones y de ciudadanos. Tiene tanto obras mayores como series únicas que hacen de este museo, una institución de referencia internacional.

## Museo Rath
Abierto al público en 1826 gracias a la generosidad de las hermanas Rath, fue el primer museo de Bellas Artes de Suiza, concebido desde su origen como «un templo de las musas» para acoger y exponer obras de arte. Ubicado en la Plaza Nueva, acoge exposiciones temporales de los Museos de arte y de historia, dos o tres vez al año.

## Gabinete de artes gráficas (CDAG)
La colección de obras sobre papel del Gabinete de artes gráficas del Museo de arte y de historia es una de las más importantes de Europa. Entre sus fondos excepcionales, el CDAG conserva una de las más grandes colecciones de obras de Jean-Étienne Liotard y uno de los más grandes fondos de dibujos de Ferdinand Hodler. También se encuentran entre sus fondos grabados de Giovanni Battista Piranesi y Francesco Piranesi. 

## Casa Tavel
Edificio de patrimonio histórico, ubicado en el centro de la Ciudad vieja, la Casa Tavel es la morada más antigua privada que se conserva en Ginebra y representa un testimonio de la arquitectura civil medieval. Transformada en museo en 1986, ofrece la posibilidad de descubrir la evolución urbana de la ciudad, así como diferentes aspectos de la vida de sus habitantes en el pasado. Entre sus fondos, el Relief Magnin, una gran maqueta de la ciudad, antes de la demolición de las fortificaciones de Ginebra en 1850.

## Biblioteca de arte y de arqueología (BAA)
Es la mayor biblioteca de arte en Suiza. Contiene entre sus fondos gran variedad de obras relacionadas con todas las actividades del museo de arte y de historia: historia del arte, artes aplicadas, arqueología. Sus rayos comprenden igualmente fondos documentales, de los catálogos de exposición y de museos, así como de los libros de artistas y una vasta colección de libros antiguos. Estos últimos años, ha realizado un importante trabajo de clasificación para permitir encontrar en línea la documentación relativa a las colecciones. 

## Galería

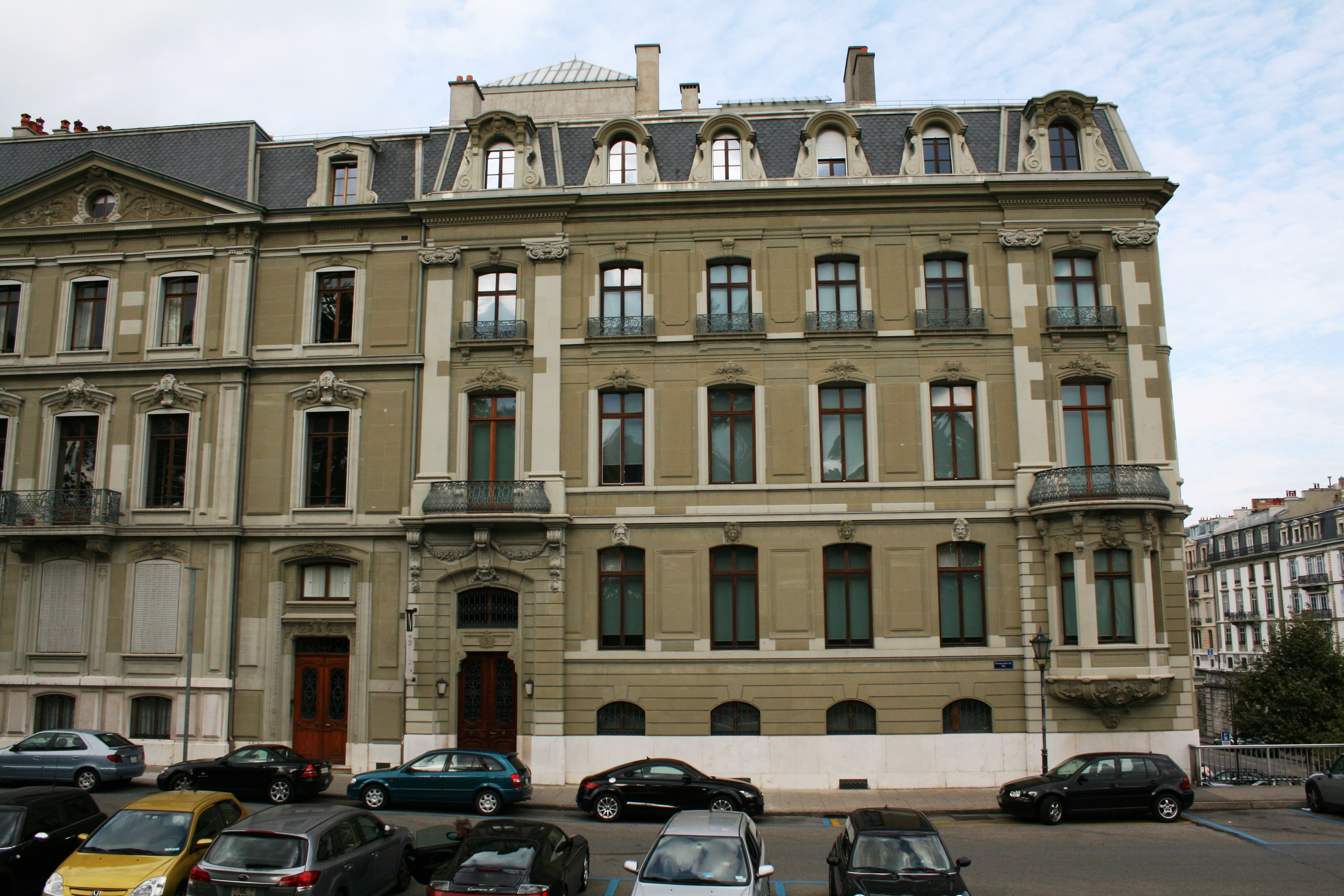
Gabinete de artes gráficas de los Museos de Arte y de Historia de Ginebra.
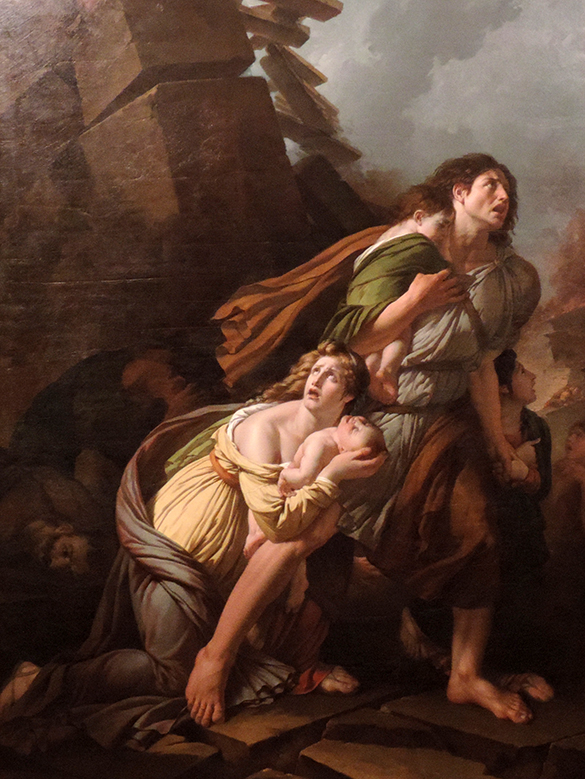
Le Tremblement de terre monumental, 1792-1799, Jean-Pierre Saint-Ours
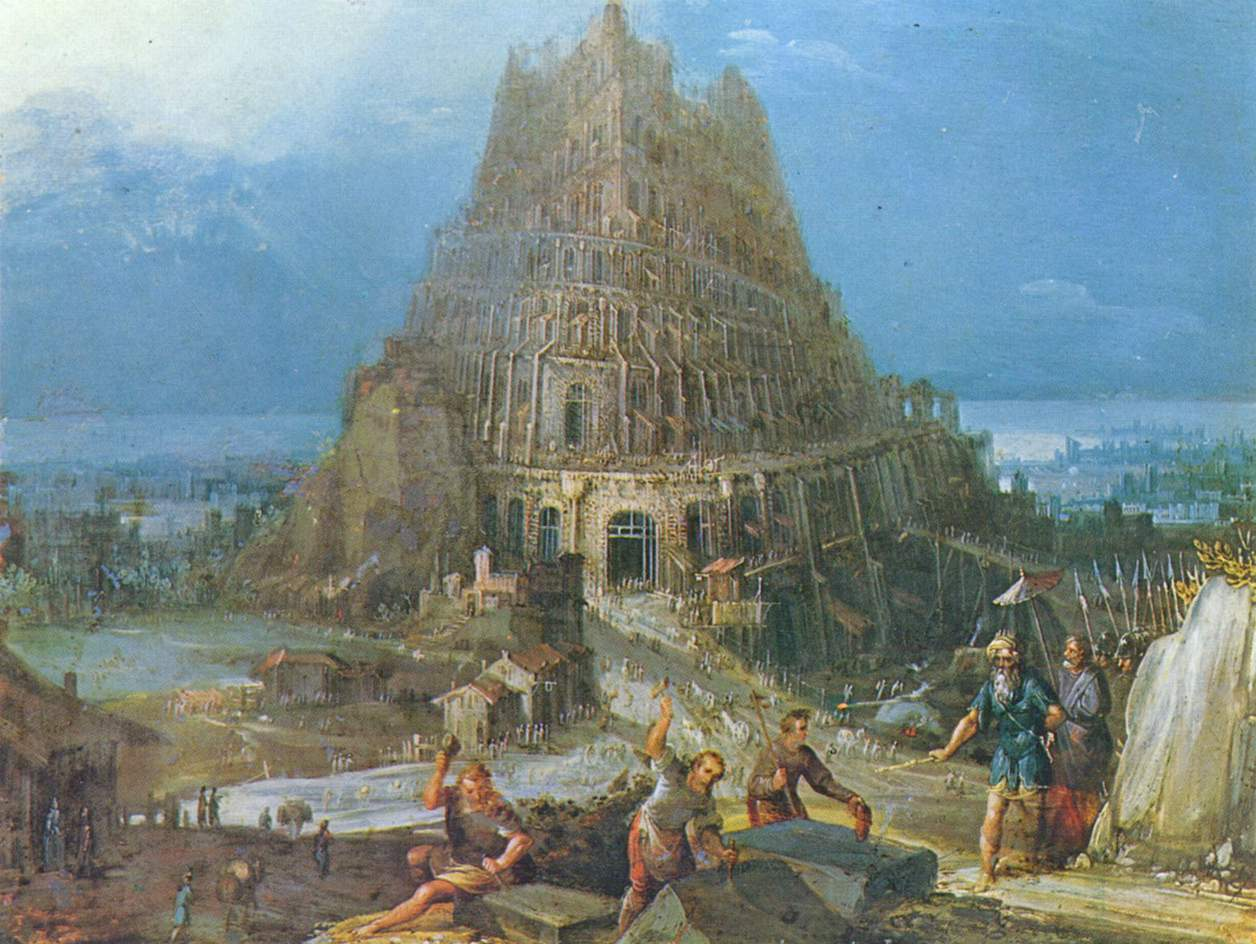
Lucas van Valckenborch  - La torre de Babel - Museo de Arte y de Historia (Ginebra)